# Jacques Fabien Gautier d’Agoty
Jacques Fabien Gautier d’Agoty (ur. 1716 w Marsylii, zm. 1785 w Paryżu) – francuski anatom, malarz i grafik, wynalazca metody tworzenia czterokolorowej mezzotinty.

## Życiorys

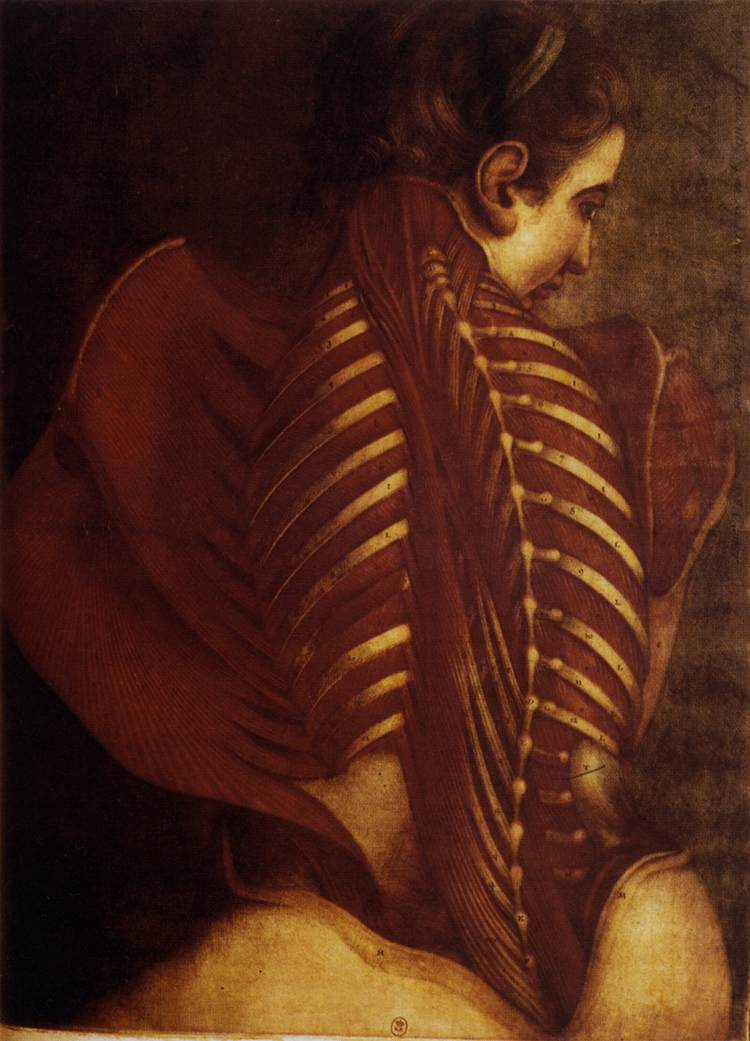
Grafika autorstwa Gautiera d’Agoty z 1746 roku, Biblioteka Narodowa Francji

Urodził się w Marsylii w domu Gasparda Gautiera i Marie Madeleine Dagotty. Otrzymał imię Jacques Fabien Gautier (przydomek d’Agoty nadał sobie później). W 1735 roku przeprowadził się do Paryża, gdzie pobierał nauki w pracowni drukarskiej Jacoba Le Blon, malarza i mistrza grawerskiego, wynalazcy techniki tworzenia trójkolorowej (w kolorach czerwonym, niebieskim i żółtym) mezzotinty. Po śmierci Le Blona w 1745 roku jego uczniowie, w tym d’Agoty, próbowali przypisać sobie ów wynalazek – jednak jedyny znany wkład Gautiera w jego rozwój dotyczył dodania do barw druku Le Blona czerni. Niedługo potem Ludwik XV przyznał Gautierowi patent na produkcję wielobarwnych mezzotint na okres 30 lat, co spotkało się ze sprzeciwem rodziny Le Blona – przywilej został cofnięty, jednak d’Agoty otrzymał możliwość wykupienia patentu za 6000 liwrów.
Był członkiem Académie des Sciences, Arts et Belles-Lettres de Dijon. Współpracował m.in. z poznanymi tam Guichardem Josephem Duverneyem oraz bratem tegoż, Jakiem Duverneyem, ilustrując ich teksty. Wspólnie tworzyli oni bogato ilustrowane atlasy anatomiczne, znane bardziej ze swojego stylu i charakterystycznych ilustracji d’Agoty’ego, niż użyteczności dla naukowców.
Gautier d’Agoty miał pięciu synów, z których wszyscy szkolili się w fachu ojca, co pozwoliło im na późniejsze przejęcie rodzinnego interesu. Najstarszy z nich, Jean Baptiste André Gautier d’Agoty, kontynuował prace ojca w zakresie tworzenia ilustracji anatomicznych.